# Ram-Dames
Pour les articles homonymes, voir RAM.
Ram-Dames était une émission de télévision luxembourgeoise destinée au public féminin, créée et présentée par Thérèse Leduc et diffusée tous les jours de la semaine de 18h15 à 18h30 sur RTL Télé-Luxembourg dans les années 1970.

## Histoire
Ram-Dames venait à la suite d'autres magazines féminins créés par Thérèse Leduc sur l'antenne de Télé-Luxembourg, à commencer par Elles et Vous, suivi de Au bonheur des dames, puis Le magazine au féminin.
L'émission a quitté l'antenne en même temps que le départ en retraite de sa productrice-animatrice en 1980.

## Principe de l'émission
Ce magazine féminin était en quelque sorte l'ancêtre du télé-achat puisqu'il présentait à l'antenne de nombreux objets utiles à la ménagère à qui il prescrivait l'achat. 
Tout comme Jacques Navadic, Thérèse Leduc avait été débauchée de Télé Lille par Télé Luxembourg.
Beaucoup d'animateurs de la chaîne ont fait leurs premières apparitions dans cette émission tels que Michèle Etzel, Georges Lang, Claudine Pelletier. Marion Game fut également présentatrice de l'émission durant une courte période.
La maquilleuse des studios de la Villa Louvigny, Edmée Huberty, était souvent sollicitée pour faire le modèle.

## Générique
Le générique de l'émission était un air "jazzy".